# Кутиляно
Кутиля̀но (на италиански: Dicomano) е село в Централна Италия, община Абетоне Кутиляно, провинция Пистоя, регион Тоскана. Разположено е на 678 m надморска височина. Селото се намира в Апенините и е зимен курорт.